# Allantula
Allantula es un género de hongos en la familia Pterulaceae. El género es monotípico y contiene a la especie Allantula diffusa, que habita en Brasil. El género y la especie fueron descritos por el micólogo británico E.J.H. Corner en 1952.